# گرگا ژملیا
گرگا ژملیا (انگلیسی: Grega Žemlja؛ زادهٔ ۲۹ سپتامبر ۱۹۸۶) تنیس‌باز بازنشسته اهل اسلوونی است.